# Kardamena
Kardamena (gr. Καρδάμαινα) – miejscowość w Grecji, w południowej części wyspy Kos, w administracji zdecentralizowanej Wyspy Egejskie, w regionie Wyspy Egejskie Południowe, w jednostce regionalnej Kos, w gminie Kos. W 2011 roku liczyła 1650 mieszkańców. Jest typową miejscowością turystyczną, z licznymi hotelami, restauracjami i kawiarniami.
Kardamena powstała w połowie XIX wieku, dlatego niekiedy określana jest najmłodszą osadą na wyspie Kos. W jej okolicach znajdują się jednak pozostałości znacznie starszej, bo starożytnej osady. Wśród dawnych pozostałości, odkrywanych przez archeologów, znajdują się ruiny świątyni Apolla.

## Galeria

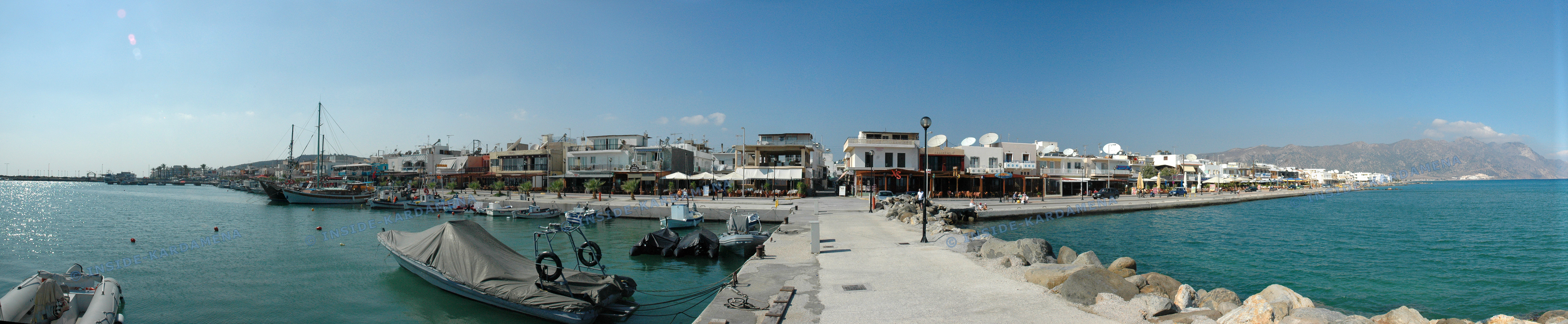
Panoramiczne ujęcie na port w Kardamenie
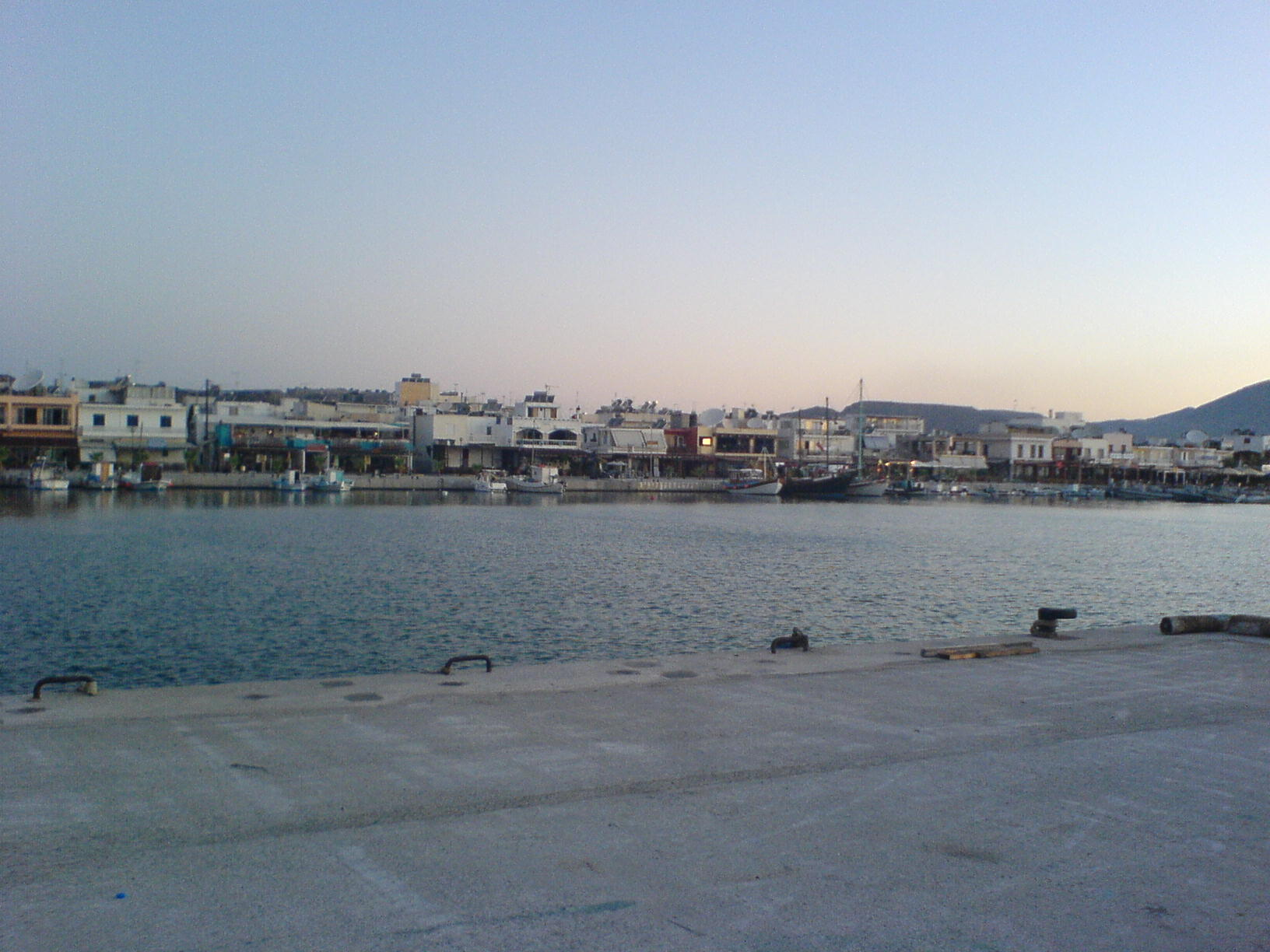
Kardamena o zmierzchu
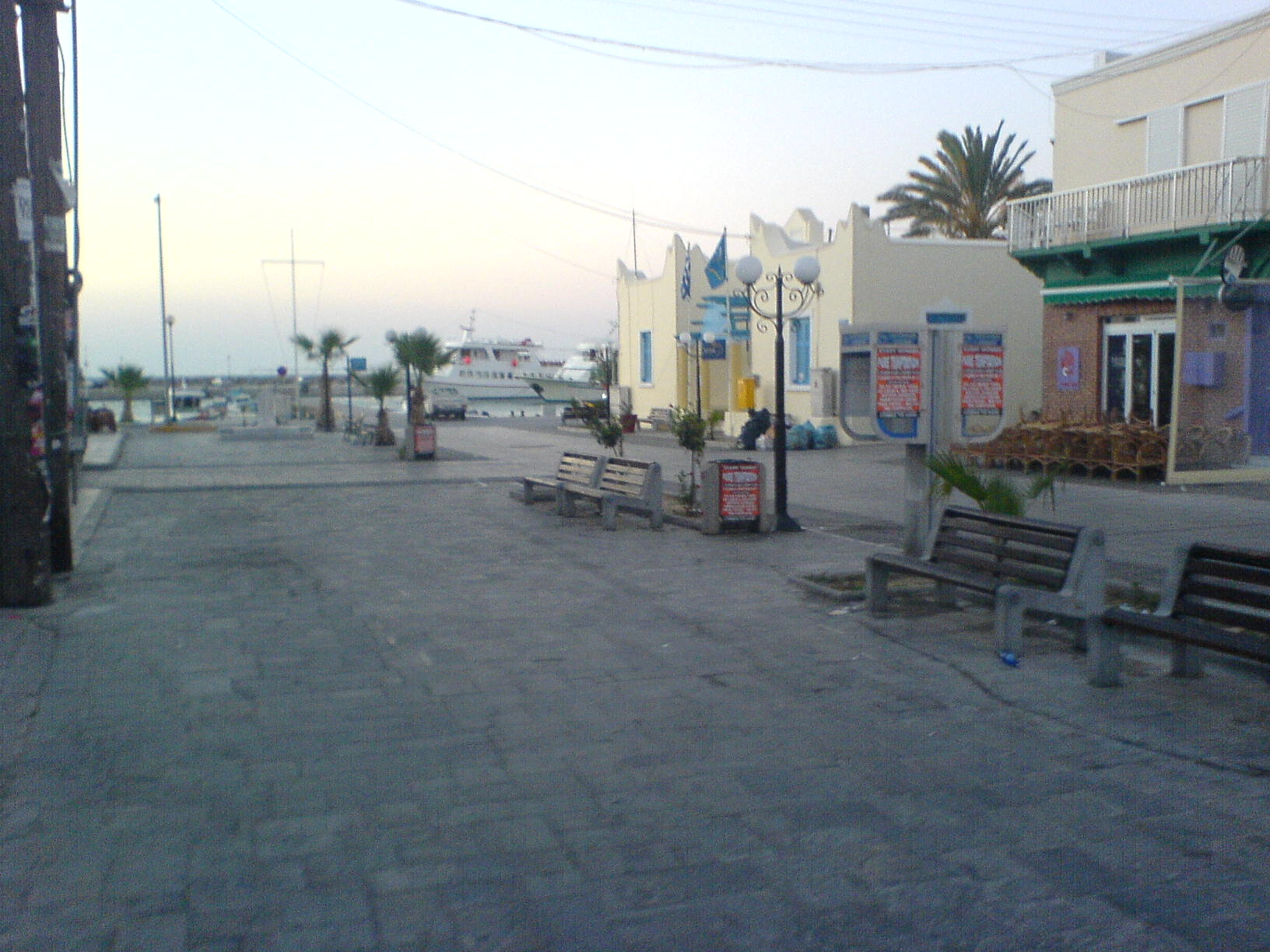
Plac w pobliżu portu
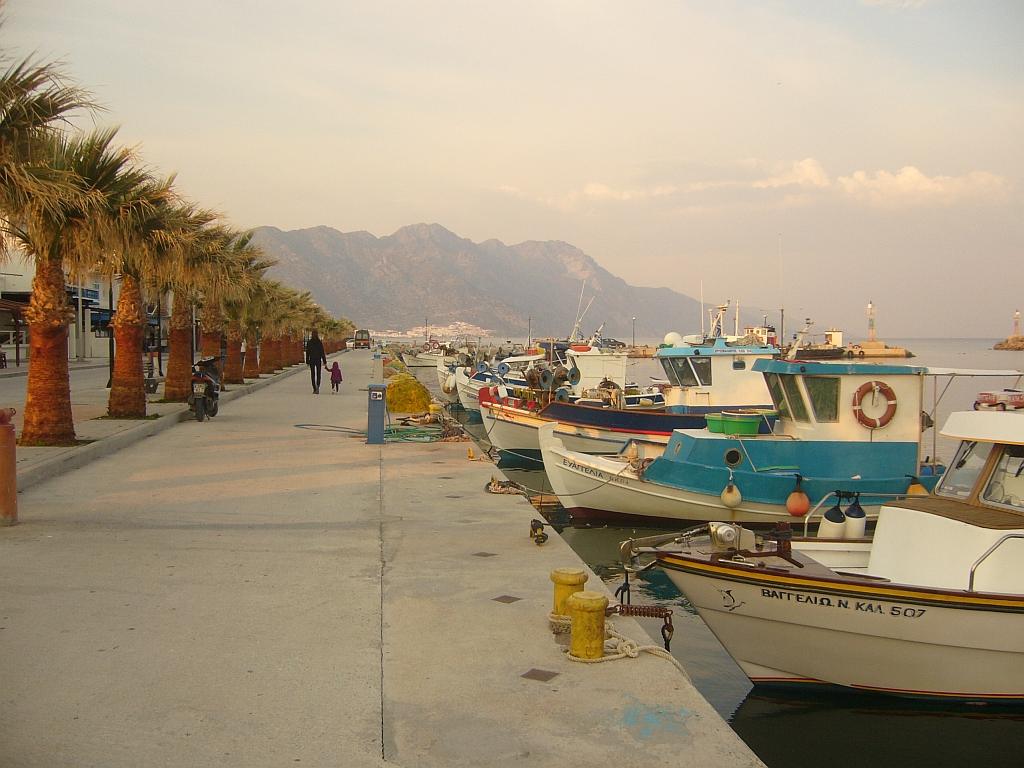
Promenada w Kardamenie
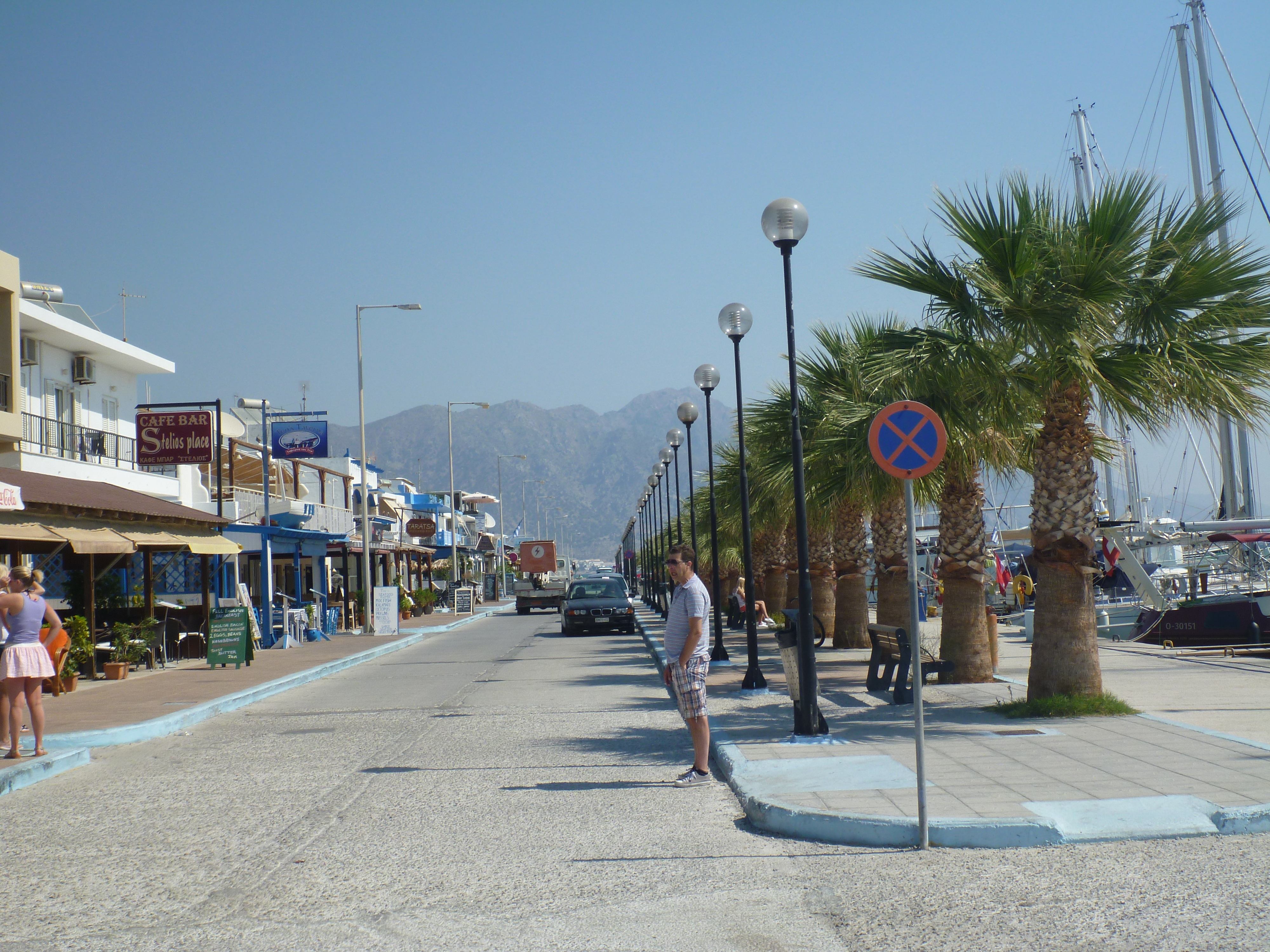
Wybrzeże w okolicy portu